# برمان (عبس)

تعديل مصدري - تعديل

برمان هي إحدى قرى عزلة بني حسن بمديرية عبس التابعة لمحافظة حجة، بلغ تعداد سكانها 451 نسمة حسب تعداد اليمن لعام 2004.